# Janusz Śniadek
Janusz Józef Śniadek (ur. 26 maja 1955 w Sopocie) – polski inżynier i działacz związkowy, w latach 2002–2010 przewodniczący NSZZ „Solidarność”, poseł na Sejm VII, VIII i IX kadencji.

## Życiorys
Studiował na Wydziale Budowy Okrętów Politechniki Gdańskiej (1975–1981), uzyskując tytuł zawodowy magistra inżyniera mechanika. Pracę zawodową podjął w Stoczni im. Komuny Paryskiej w Gdyni na stanowisku projektanta w Biurze Konstrukcyjnym. Od sierpnia 1981 prowadził działalność w NSZZ „Solidarność”. W czasie stanu wojennego redagował zakładowy biuletyn „Kadłub”.
W latach 1989–1998 pełnił funkcję przewodniczącego komisji zakładowej „Solidarności” w Stoczni Gdynia. W 1991 kandydował z jej listy do Sejmu. Od 1992 do 1995 był członkiem zarządu Regionu Gdańskiego, a od 1995 członkiem Komisji Krajowej związku. W 1997 został wiceprzewodniczącym „Solidarności”. W tym samym roku w wyborach parlamentarnych bez powodzenia ubiegał się o mandat poselski z listy Akcji Wyborczej Solidarność w okręgu gdańskim. W 2000 zrezygnował z jego objęcia po zmarłej Franciszce Cegielskiej.
W 1998 został wybrany na przewodniczącego zarządu Regionu Gdańskiego. We wrześniu 2002 zastąpił na stanowisku przewodniczącego Komisji Krajowej NSZZ „S” Mariana Krzaklewskiego, który ustąpił po porażce wyborczej Akcji Wyborczej Solidarność Prawicy w wyborach parlamentarnych w 2001. We wrześniu 2006 Janusz Śniadek uzyskał reelekcję na zajmowane stanowisko. W październiku 2010 przegrał wybory na kolejną kadencję z dotychczasowym szefem śląsko-dąbrowskiej „Solidarności” Piotrem Dudą.
W okresie pełnienia przez niego tej funkcji związek oficjalnie wspierał Lecha i Jarosława Kaczyńskich w wyborach prezydenckich w 2005 i 2010.
W 2010 prezydent RP Lech Kaczyński powołał go na członka Narodowej Rady Rozwoju.
W wyborach parlamentarnych w 2011 z listy Prawa i Sprawiedliwości został wybrany na posła VII kadencji w okręgu gdyńskim, otrzymując 26 440 głosów. W 2015 z powodzeniem ubiegał się o poselską reelekcję (dostał 26 671 głosów). W wyborach w 2019 ponownie został wybrany do Sejmu, otrzymując 9342 głosy. W 2021 powołany przez premiera Mateusza Morawieckiego w skład Rady Doradców Politycznych. Nie kandydował w kolejnych wyborach w 2023.

## Odznaczenia i wyróżnienia
W 2006 został wyróżniony Medalem im. Eugeniusza Kwiatkowskiego „Za wybitne zasługi dla Gdyni”. W 2019 otrzymał statuetkę „Zasłużony dla Kupiectwa Polskiego”, przyznaną przez Naczelną Radę Zrzeszeń Handlu i Usług. W 2022 udekorowany Medalem Stulecia Odzyskanej Niepodległości.
W 2023 odznaczony Krzyżem Komandorskim Orderu Odrodzenia Polski.